# Mirrorsyndroom
Het mirrorsyndroom is een syndroom dat in zeldzame gevallen kan optreden bij de moeder tijdens de zwangerschap waarbij sprake is van een conditie die lijkt op hydrops fetalis. Een beeld dat lijkt op dat van pre-eclampsie.
Dit kan voorkomen bij onder andere resusallo-immunisatie en een polyhydramnion.